# Ogy-Montoy-Flanville
Ogy-Montoy-Flanville est, depuis le 1er janvier 2017, une commune française située dans le département de la Moselle en région Grand Est. De statut commune nouvelle, elle regroupe les communes de Ogy et de Montoy-Flanville. Son chef-lieu se situe à Montoy-Flanville.

## Géographie

### Localisation
La commune se trouve dans le département de la Moselle, à l'est de Metz. Elle comprend  les villages d’Ogy (Moselle), Flanville et Montoy ainsi que les hameaux de Puche et Saint-Agnan situés entre Flanville et Ogy qui appartenaient anciennement à la commune d’Ogy. À l’est, l’écart de Lauvallières se situe partiellement sur le ban de la commune. Une petite zone industrielle se trouve à Montoy-Flanville, dans le sud du village: la zone artisanale La Planchette. Cette dernière possède plusieurs commerces et entreprises (station service, restaurant, magasin de meubles, plate forme Lidl...).

### Communes limitrophes
| Noisseville | Retonfey             |                  |
|             | Ogy-Montoy-Flanville | Colligny-Maizery |
| Coincy      | Marsilly             |                  |

#### Montoy-Flanville
Ce village est la première localité en quittant Metz-Actipôle. On y trouve une petite zone artisanale (Z.A. La Planchette) le long de la route de Sarrebruck. La localité tire son profit de sa proximité de Metz, notamment de Metz-Actipôle tout en conservant un caractère rural. Montoy-Flanville compte environ 1 200 habitants. La localité forme un village dortoir pour la ville de Metz.
Les localités voisines sont Metz, Coincy, Ogy et Noisseville.

#### Ogy
Ogy est un village rural situé à huit kilomètres à l'est de Metz, près de la technopole. Il compte environ 500 habitants. Le village est situé entre la route nationale et la D4. On y trouve une magnifique église du XIe siècle. L'église d'Ogy a la particularité de ne pas être située dans le centre du village. En effet, elle se situe à l'écart du village, dans le lieu-dit "Saint-Agnan". Ce dernier est relié au centre du village par une route de campagne. Ce petit village s'est beaucoup agrandi dans les années 1990 et 2000. De nombreux lotissements y ont été construits, que ce soit dans le centre ou autour de l'église. Ogy est devenu, comme son voisin Montoy-Flanville, un village dortoir pour la ville de Metz. Toutefois, la localité propose un cadre de vie champêtre et calme, sans les nuisances sonores de la ville.
Comme pour Montoy-Flanville, Ogy tire son profit de sa proximité avec la ville de Metz tout en conservant son caractère rural. En effet, le village est situé à moins de dix kilomètres de la technopole de la ville de Metz.
Les localités avoisinantes sont Coincy, Montoy-Flanville, Colligny et Marsilly.

### Géologie et relief
Il y a une pente rude ayant le sommet à Flanville et le bas à Montoy.

### Hydrographie
La commune est située dans le bassin versant du Rhin au sein du bassin Rhin-Meuse. Elle est drainée par le ruisseau de Vallieres et le ruisseau de Dame Jeannette.
Le ruisseau de Vallieres, d'une longueur totale de 14 km, prend sa source dans la commune de Glatigny et se jette  dans un bras mort de la Moselle à Saint-Julien-lès-Metz en limite avec Metz, après avoir traversé neuf communes.

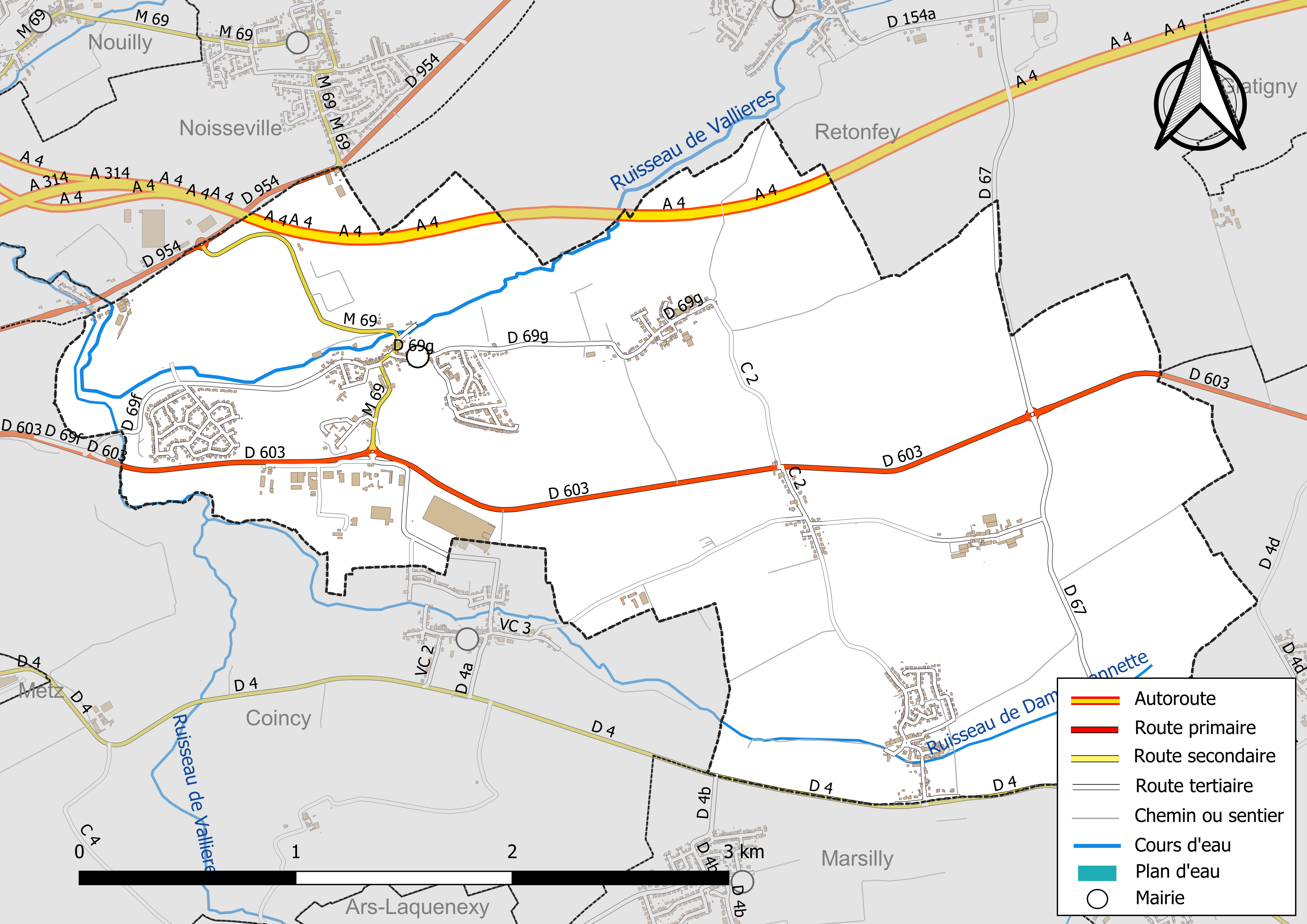
Réseaux hydrographique et routier d'Ogy-Montoy-Flanville.

La qualité des eaux des principaux cours d’eau de la commune, notamment du ruisseau de Vallières, peut être consultée sur un site dédié géré par les agences de l’eau et l’Agence française pour la biodiversité.

### Climat
Pour des articles plus généraux, voir Climat du Grand Est et Climat de la Moselle.
En 2010, le climat de la commune est de type climat des marges montargnardes, selon une étude du Centre national de la recherche scientifique s'appuyant sur une série de données couvrant la période 1971-2000. En 2020, Météo-France publie une typologie des climats de la France métropolitaine dans laquelle la commune est exposée à un climat semi-continental et est dans la région climatique Lorraine, plateau de Langres, Morvan, caractérisée par un hiver rude (1,5 °C), des vents modérés et des brouillards fréquents en automne et hiver.
Pour la période 1971-2000, la température annuelle moyenne est de 9,7 °C, avec une amplitude thermique annuelle de 16,7 °C. Le cumul annuel moyen de précipitations est de 780 mm, avec 11,9 jours de précipitations en janvier et 9,1 jours en juillet. Pour la période 1991-2020, la température moyenne annuelle observée sur la station météorologique de Météo-France la plus proche, « Metz-Frescaty », sur la commune d'Augny à 13 km à vol d'oiseau, est de 11,1 °C et le cumul annuel moyen de précipitations est de 713,5 mm. 
La température maximale relevée sur cette station est de 39,7 °C, atteinte le 25 juillet 2019 ; la température minimale est de −23,2 °C, atteinte le 17 février 1956,,.
Les paramètres climatiques de la commune ont été estimés pour le milieu du siècle (2041-2070) selon différents scénarios d'émission de gaz à effet de serre à partir des nouvelles projections climatiques de référence DRIAS-2020. Ils sont consultables sur un site dédié publié par Météo-France en novembre 2022.

## Urbanisme

### Typologie
Au 1er janvier 2024, Ogy-Montoy-Flanville est catégorisée bourg rural, selon la nouvelle grille communale de densité à sept niveaux définie par l'Insee en 2022.
Elle est située hors unité urbaine. Par ailleurs la commune fait partie de l'aire d'attraction de Metz, dont elle est une commune de la couronne,. Cette aire, qui regroupe 245 communes, est catégorisée dans les aires de 200 000 à moins de 700 000 habitants,.

### Morphologie urbaine
Il y a deux villages: Montoy-Flanville et Ogy. Ils sont situés près de Metz. Montoy-Flanville est le plus grand des deux villages. Sa population est d'environ 1 200 habitants. Ogy, le village voisin compte une population de quelque 500 habitants.
À l'ouest du village de Montoy-Flanville se trouve le lotissement du Cugnot, construit dans les années 1970. La zone artisanale La Planchette se trouve au sud du village, sur la route de Sarrebruck reliant Metz et Courcelles-Chaussy.
Dans les années 1990 et 2000, plusieurs lotissements ont été construits à Ogy, notamment dans le lieu-dit Saint-Agnan. Ce village est divisé en trois parties : le bourg (où se trouvent la mairie, l'école primaire et la salle des fêtes), ainsi que deux lieux-dits, à savoir Saint-Agnan (où se trouve l'église paroissiale) et Puche.

## Toponymie
Ce toponyme se compose des noms de trois anciennes communes qui sont joints par deux traits d'union : Ogy, Montoy et Flanville.

## Histoire
Avant 2017, Montoy-Flanville et Ogy formaient deux communes à part entière. Elles fusionnent le 1er janvier 2017.
Avant 1812, Ogy, Montoy et Flanville étaient trois communes à part entière.

## Politique et administration

### Liste des maires
| Période      | Période  | Identité    | Étiquette   | Qualité              |
| ------------ | -------- | ----------- | ----------- | -------------------- |
| janvier 2017 | En cours | Éric Gulino | PS puis DVG | Directeur de société |

## Population et société

### Démographie
| Nom                      | Code Insee | Intercommunalité    | Superficie (km2) | Population (dernière pop. légale) | Densité (hab./km2) |
| ------------------------ | ---------- | ------------------- | ---------------- | --------------------------------- | ------------------ |
| Montoy-Flanville (siège) | 57482      | CC du Pays de Pange | 6,32             | 1 150 (2014)                      | 182                |
| Ogy                      | 57523      | CC du Pays de Pange | 3,74             | 525 (2014)                        | 140                |

## Économie
Montoy-Flanville possède une petite zone industrielle, la zone artisanale La Planchette. Ce village tire son profit de sa proximité de Metz-Actipôle, une grande zone industrielle située à la sortie de Metz, en allant vers Montoy-Flanville. Le village tire aussi son profit de sa proximité avec la Z.A.C. Sébastopol, une autre zone industrielle de la ville de Metz. Enfin, Montoy-Flanville bénéficie de l'avantage d'être directement reliée au centre-ville de Metz via la route départementale 603.
Ogy tire essentiellement son économie de l'agriculture. Le village est situé à seulement huit kilomètres de Metz, ce qui lui permet de bénéficier à la fois des avantages de la campagne et de la ville. La route départementale 4 permet de rejoindre facilement la technopole et le centre-ville de Metz ainsi que la Z.A.C. Sébastopol depuis le village.

## Culture locale et patrimoine

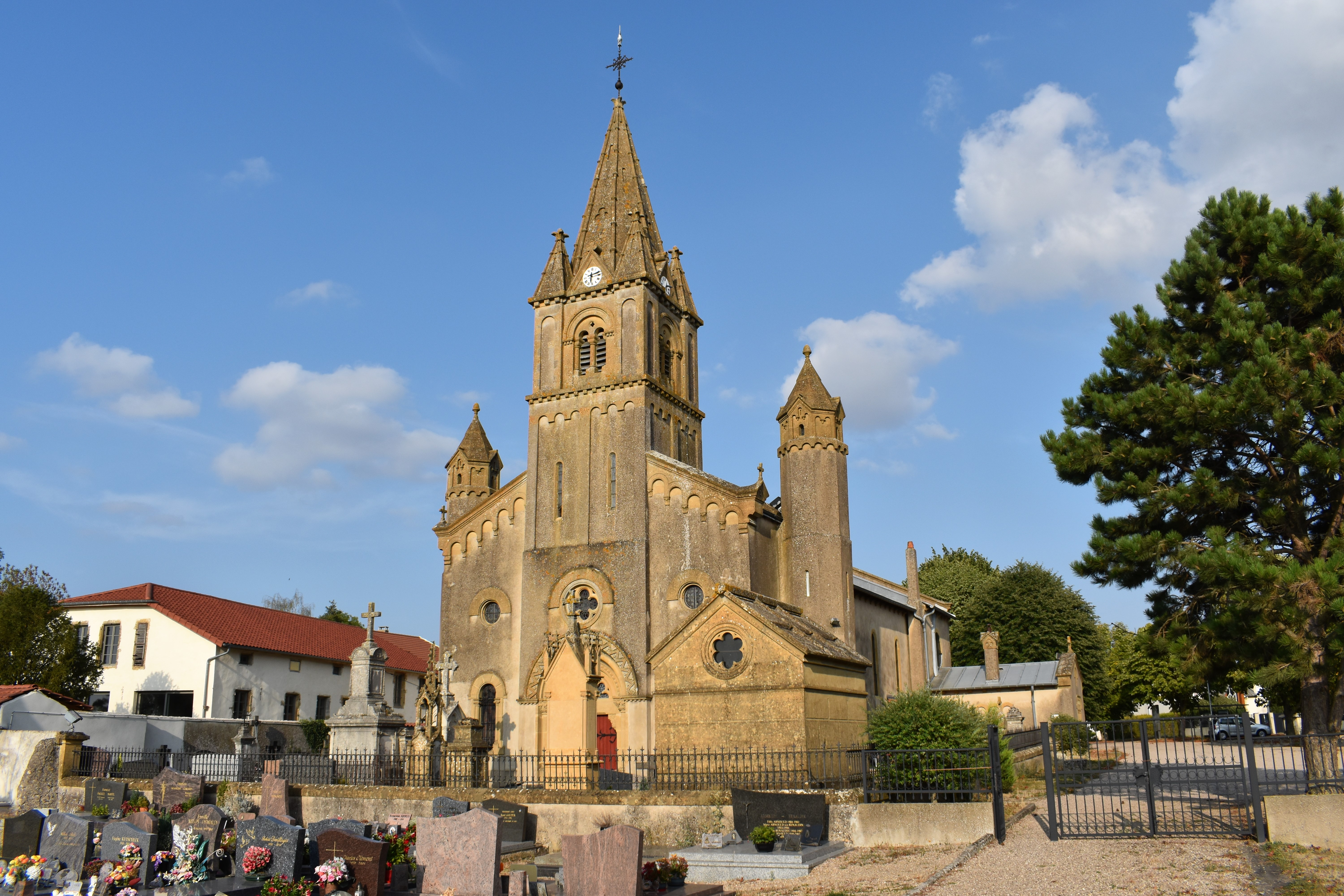
Ogy: église et cimetière

### Lieux et monuments

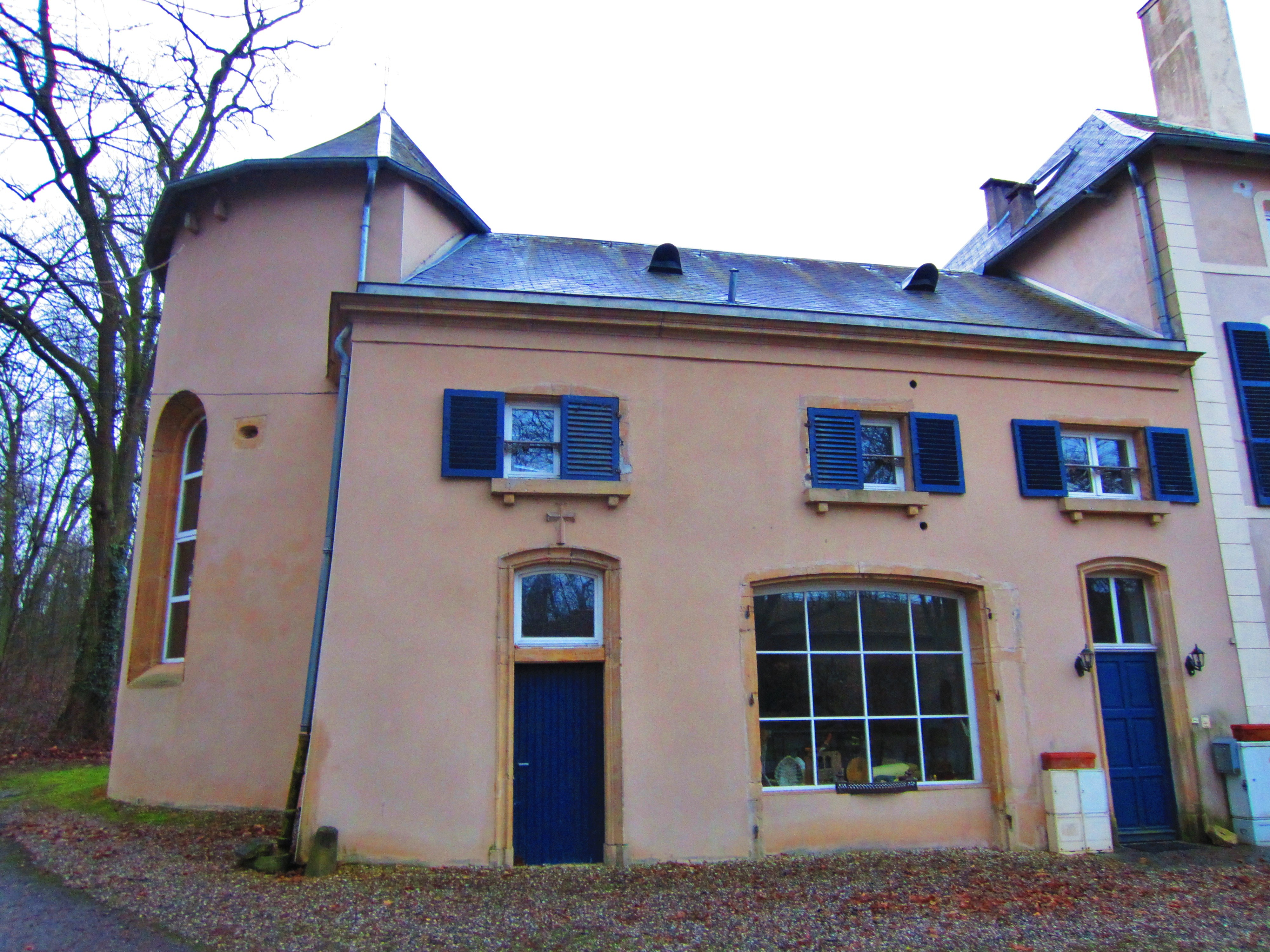
Château de Montoy et sa chapelle castrale.

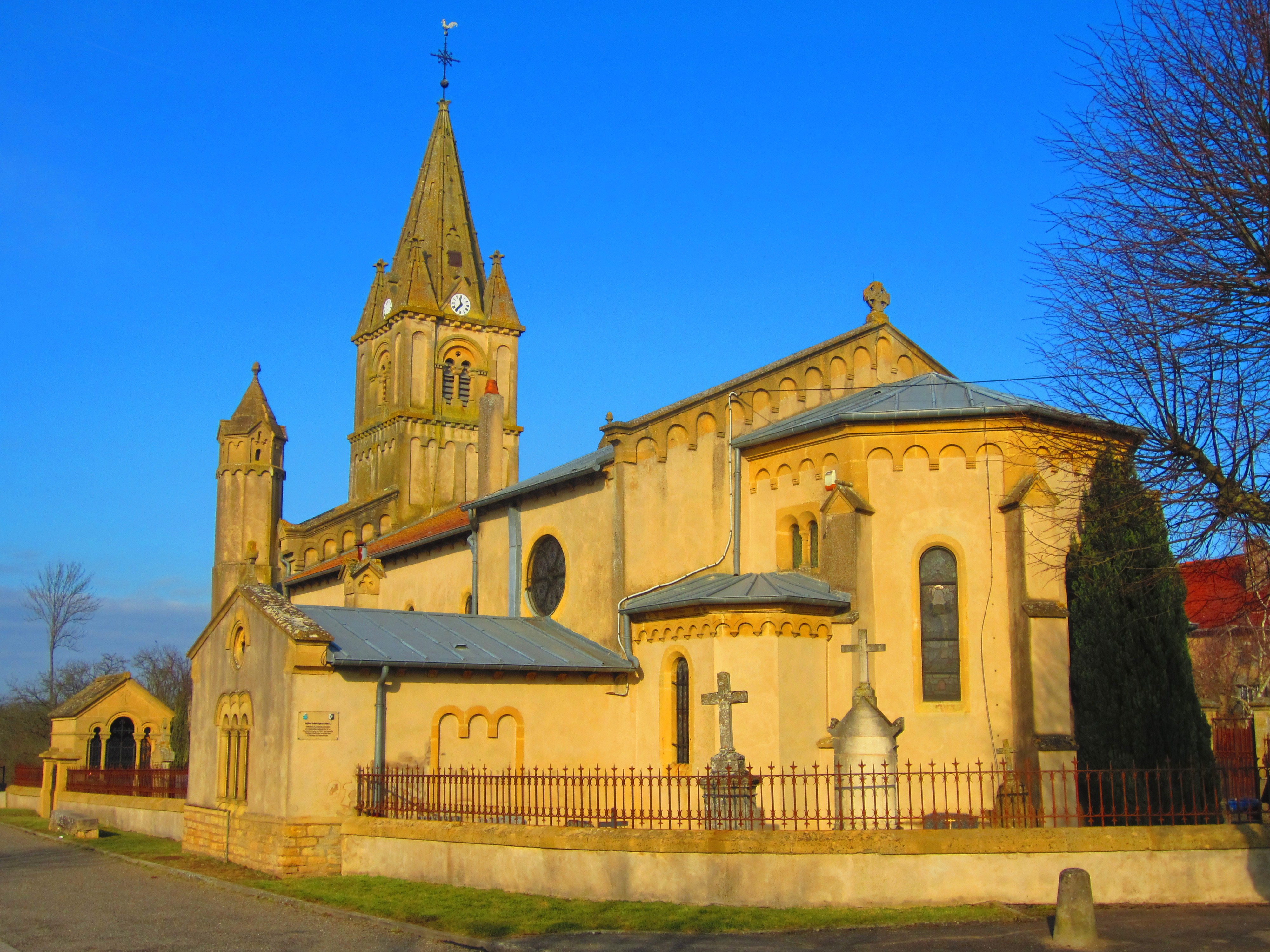
Église Saint-Agnan d'Ogy.

#### Montoy-Flanville
- Mairie
- Écoles maternelle et élémentaire
- Centre équestre
- Square d'Oradour-sur-Glane
- Monument aux morts (au square d'Oradour-sur-Glane)
- Lieu-dit "le Cugnot"
- Château de Montoy
- Z.A.C La Planchette
- Stade
- Espace culturel La Grange
- Rûcher école
- Château d'eau
- Lavoir
- Musée Jean-Marie Pelt
- Fermes
- Maison médicale
- Ancien hôpital

#### Ogy
- Église Saint-Agnan
- Cimetière communal (autour de l'église)
- Presbytère
- Mairie d'Ogy
- École primaire (écoles maternelle et élémentaire, fermée en 2012)
- Salle des fêtes
- City-stade (2003)
- Rond-point dans le centre du village (devant la mairie et l'école)
- Lieu-dit "Saint-Agnan", où se trouve l'église communale
- Fermes

### Édifice religieux

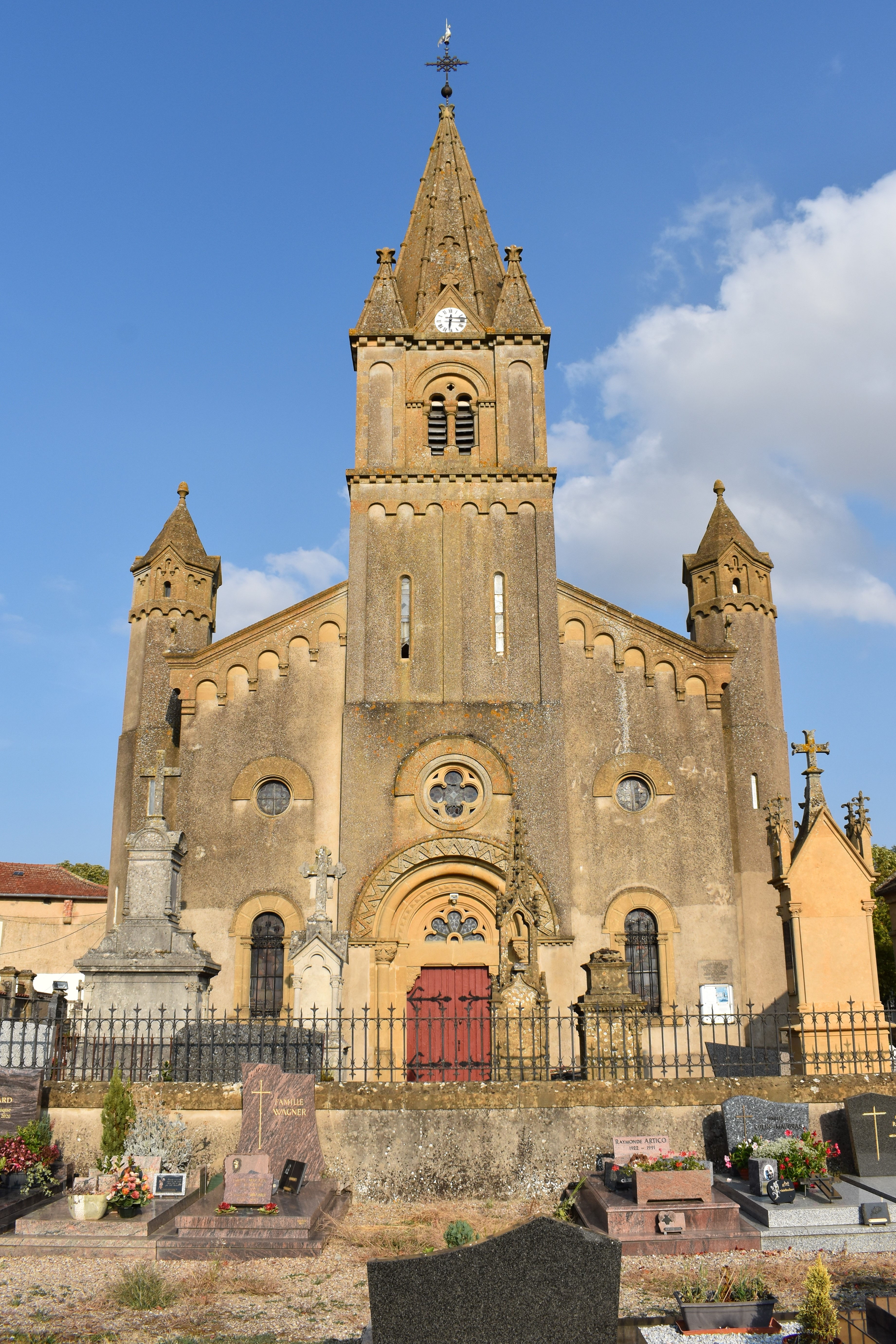
L'église d'Ogy.

Les paroissiens de Montoy-Flanville se rendent à l'église de la Translation de Saint-Étienne à Noisseville ou à l'église Saint-Agnan à Ogy. Il y a une chapelle au château.
Les paroissiens d'Ogy se rendent à l'église Saint-Agnan située au nord du village, dans le lieu-dit du même nom.

### Héraldique
| Blason de Ogy-Montoy-Flanville | Blason  | Deux écus accolés : 1. Parti d'argent et de sable, à une croix de Malte brochant de l'un en l'autre (qui est d'Ogy). 2. Fascé d'or et d'azur de huit pièces, à trois billettes vairées de l'un en l'autre, brochant sur les 2e et 3e fasces (qui est de Montoy-Flanville). |
| Blason de Ogy-Montoy-Flanville | Détails | Le statut officiel du blason reste à déterminer. |